# Ricky Taylor
Ricky Taylor, född den 3 augusti 1989 i Surrey i England, är en amerikansk racerförare. Han är son till Wayne Taylor och bror till Jordan Taylor.

## Källor

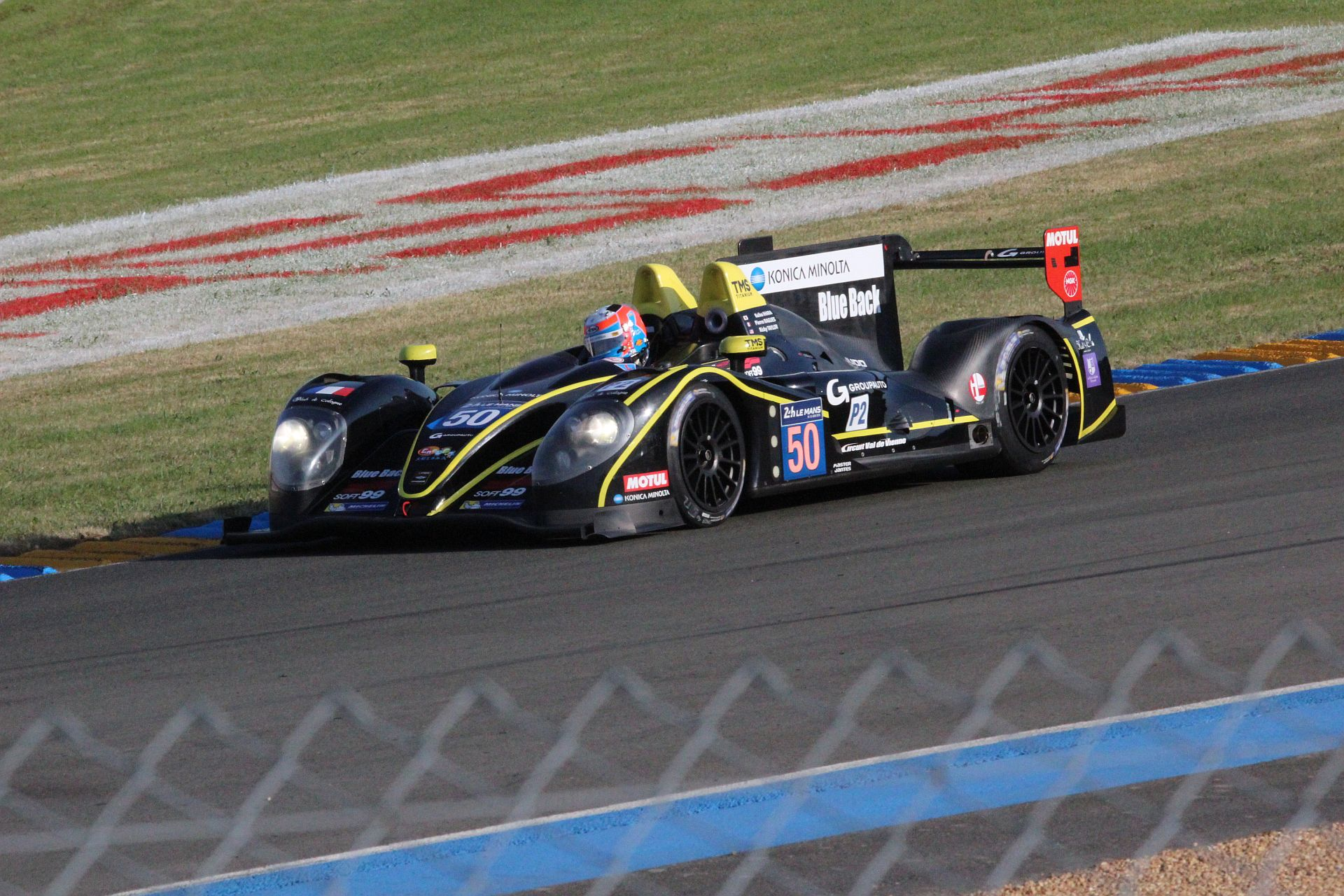
Taylor vid Le Mans 24-timmars 2014.